# Procopie (Picu) Pătruț
Oprea (Picu) „Procopie” Pătruț (n. 1818, Săliștea Sibiului — d. septembrie 1872, Săliștea), pe numele său de mirean Oprea Pătruț (Picu – diminutiv de la Oprea, Procopie – nume de monah), supranumit și călugărul-țăran, artistul-țăran sau „Anton Pann” al Ardealului, a fost un călugăr, imnograf, imnolog, caligraf, copist bisericesc, miniaturist, poet și misionar român transilvănean din secolul al XIX-lea.

## Biografie
Picu (diminutiv de la numele de botez) Procopie (numele de monah) s-a născut în Săliștea din Mărginimea Sibiului în anul 1818 din părinți oieri, fiind botezat Oprea. Primele clase de școală le-a făcut în satul natal. Din cauza sănătății firave, nu a fost trimis cu oile când a crescut, așa cum era pe atunci obiceiul. Dat fiind că de mic a manifestat o profundă aplecare spre viața religioasă, părinții săi l-au lăsat să intre în slujba bisericii încă de la 11 ani. Din fragedă tinerețe, Picu a trăit o severă viață de călugăr, îndeplinind pravila vieții monahale cu strictețe și schimbându-și numele în acela de Procopie.

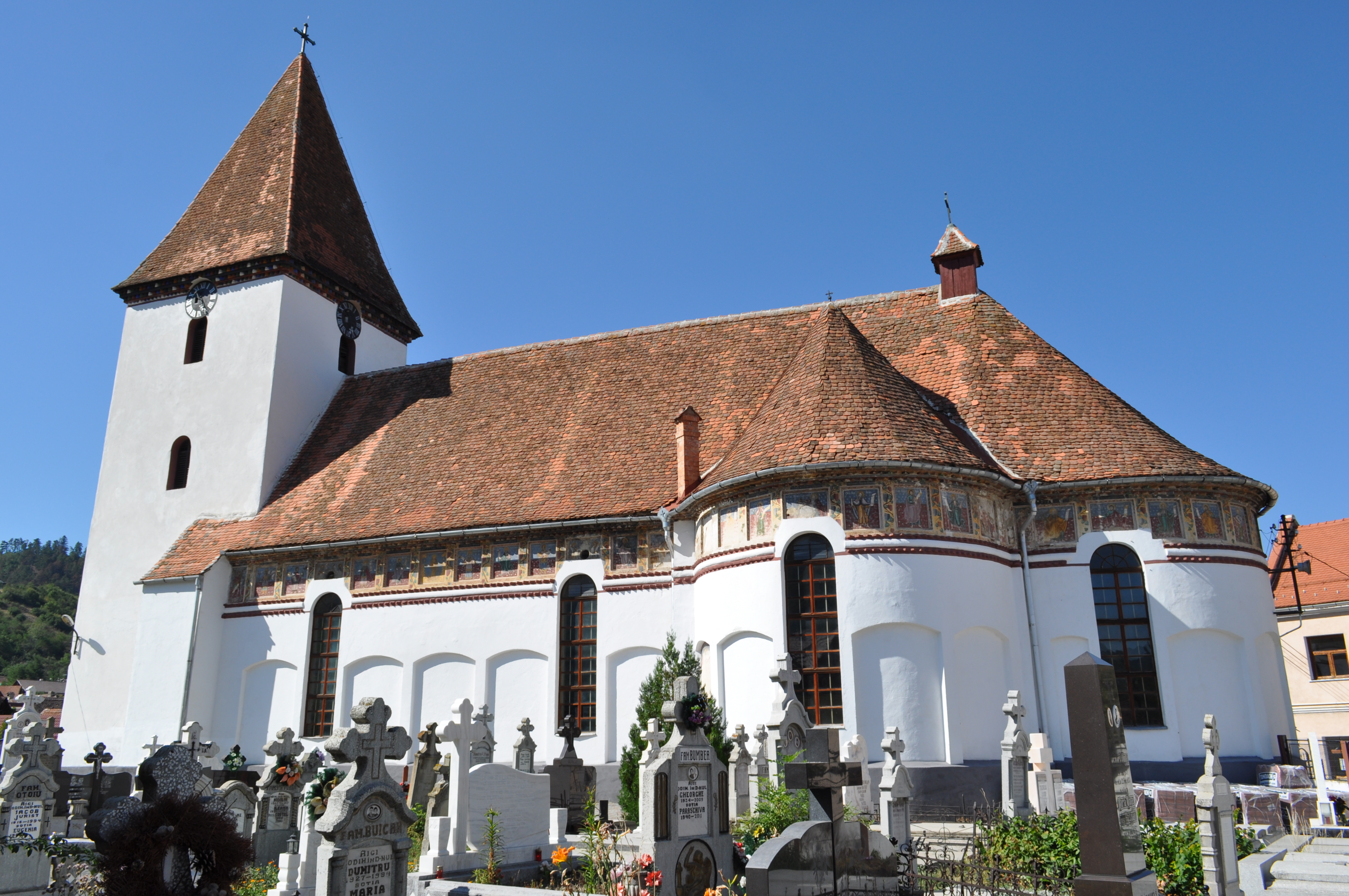
„Biserica Mare”din Săliște, județul Sibiu (actuala biserică Înălțarea Domnului)

Prima sa operă cunoscută provine din 1837 (de la vârsta de 19 ani). Între 1829 – 1872 a servit mai întâi ca ajutor de eclesiarh, apoi ca eclesiarh (crâsnic sau paracliser) al „Bisericii celei Mari” din satul natal. Între 1848-1852 a funcționat inclusiv ca dascăl la școala primară din localitate, înlocuindu-l pe unul dintre cei doi învățători luați în armată.

A locuit cea mai mare parte a vieții în satul său, de care s-a despărțit numai când a trecut în Țara Românească pentru a vizita câteva mănăstiri din Vâlcea sau pentru a primi la schitul din Cheia, Vâlcea tunderea oficială întru monahism în anul 1862 (1849 după altă sursă). Odată călugărit la mănăstire, călugărul Procopie s-a reîntors în sat pentru a-și trăi acolo noua viață de monah și pentru a o continua pe cea de misionar.
„Picu nu s-a putut hotărî să trăiască în mănăstire, a cărei viață contemplativă îi părea insuficientă și a cărei disciplină o găsea și prea slabă, și de prisos. El nu simțea nevoia unei constrângeri venite din afară, ci voia să se stăpânească singur și să trăiască nu numai pentru sine și pentru Dumnezeu, ci și pentru oameni, și nu numai în rugăciune, ci mai ales în dragoste obștească și în muncă.”—Ghibu, Onisifor; „Un reprezentant rustic al spiritualității românești de la mijlocul secolului al XIX-lea: Picu Pătruț din Săliște”; revista Arta și tehnica grafică,  Nr. XI, 1940
Țărăn la origine, a fost în contact cu pătura socială inferioară și cu cele două instituții educative tipice ale acesteia, anume biserica (respectiv mănăstirea) și școala națională. A fost obișnuit cu un trai auster, iar viața lui a constat din rugăciune, cântare, post și binefacere. Munca sa a urmărit răspândirea învățăturii moral-religioase și a dragostei creștine. Serile și le-a petrecut de obicei în tovărășia sătenilor, care au venit la el pentru a-i asculta povețele și cântările religioase sau pentru a discuta în comun problemele vieții în lumina învățăturii și a spiritului creștin.
A fost un autodidact cu o rară vocație de misionar. Bibliofil fiind, a obținut cărțile tipărite în celelalte provincii românești cu ajutorul oierilor care practicau transhumanța. Biblioteca sa a numărat peste 200 de volume (un număr rar întâlnit mai ales în mediul rural în acea epocă) și a inclus toate Bibliile tipărite în spațiul românesc până la acea vreme, precum și Biblia de la Petersburg (1819). Bibliile sale le-a însemnate și ilustrat cu o mulțime de miniaturi. A fost un copist cu vocație. Primul său manuscris este datat din 1837. Apropiind arta de copist de cea a tiparului, a ajuns să gândească manuscrisul ca o carte ce beneficiază în zilele noastre de o iscusită artă a tipăririi. A ajuns chiar să confecționeze tipare de mână pentru fiecare inițială. După 1851 arta sa de caligraf a intrat în faza deplinei maturități.
A avut un frate mai mic numit Nicolae, care a fost și el copist și miniaturist.
A murit de o boală de piept, cauzată de o mare criză de conștiință în septembrie 1872 și a fost înmormântat lângă Biserica Mare din Săliște, acolo unde odihnește și fratele lui mai mic.

## Opera

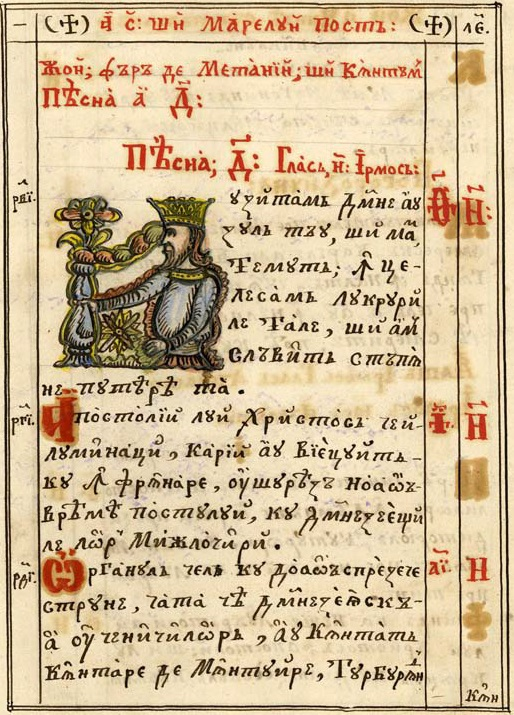
Pagină din „Eclisiiârh”- 1856

Descoperit de către Onisifor Ghibu în anul 1905, a fost numit de către Nicolae Cartojan „Anton Pann” al Ardealului. Înzestrat cu un bogat și autentic dar poetic românesc, precum și cu un talent rar de pictor religios, Pătruț a fost și un cultivator devotat al teologiei populare tradiționale românești. A contribuit la răspândire prin cuvânt și imagine a unei importante literaturi de factură tradițional moral-religioasă, dar și laică. Prin lucrarea minții și a mâinilor sale, a întreținut – așa cum a spus Alexandru Beldiman - „învăpăiata dragoste către procopsirea nemului românesc”.

### Poetul
Picu Pătruț a fost autorul unei vaste creații poetice (din cauza pierderii unor manuscrise, numărul volumelor redactate nu este cunoscut), numite viersuri sau verșuri.
A fost influențat la început de scriitori populari ai timpului precum Ion Tincovici, Ion Barac, Vasile Aaron și Anton Pann (o parte din poeziile lor le-a și reprodus). A creat ulterior sute de poezii și poeme de factură populară (ca inspirație, limbă și atmosferă) – aproape toate religioase, precum și imnuri religioase. A pus cele mai multe dintre poemele sale pe muzică. Ritmurile poetice, cu o muzicalitate rafinată, sunt scrise în stil și metru popular, cu versuri în majoritatea lor scurte. Motivele folosite trădează însă și influențe ale poeziei culte.
De le el au rămas 30 (40 după altă sursă) de volume de poezii și de proză. Cu o tematică predominant biblică (transpuneri ale evenimentelor din Vechiul și Noul Testament, precum și din scrierile hagiografice sau sărbătorile creștine cele mai importante), viersurile sale au fost închinate principalelor praznice ale bisericii.
Cea mai cunoscută lucrare a sa și care însumează 1400 de pagini este reprezentată de „Stihos adică viers”. Este cea mai amplă operă care îi aparține și cuprinde 3 părți (volume):
- Stihos adecă Viers, la toate praznicele Domnului nostru Is. Hs. Și ale pururea Fecioarei Mariei și ale sfinților celor mai însămnați de maica Beserică (28 decembrie 1842, 1000 de pagini)
- Stihos adecă Viers, la toate Duminecile Treodului și în zilele cele cu prăznuire care cuprinde Treodul (11 august 1844, 198 de pagini)
- Stihos adecă Viers, la toate Duminecile Penticostarului și în zilele cele cu praznice care cuprinde Penticostarul (29 noiembrie 1844, 202 pagini)

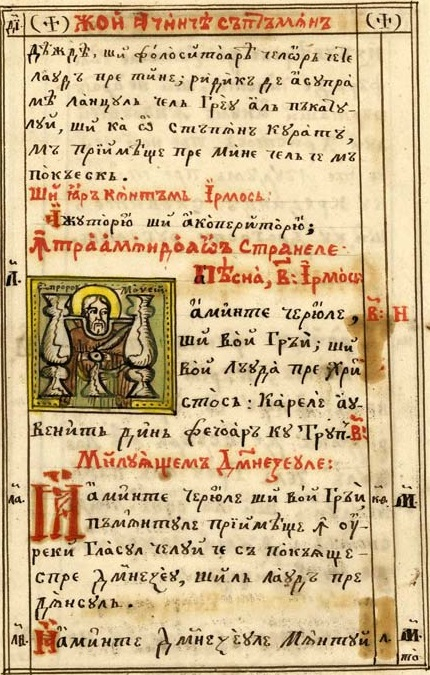
Pagină din „Eclisiiârh”- 1856

Aceasta conține 474 cântări și imnuri, 577 miniaturi și 112 de vignette pictate, 367 versete originale și 107 copiate având ca sursă lucrări ale lui Anton Pann, Vasile Aaron, Ion Tincovici. De asemeni conține texte originale suplimentare, precum și compilații sau copii ale unor texte cum ar fi Divanul lui Dimitrie Cantemir sau ale unor autori ca Gherasim Gorjan (Manual creștin), Salomon Gessner (Moartea lui Abel), Eugène Sue (Crucea de Argint).
Picu Pătruț este și autorul a două texte dramatice religioase populare. Unul, cu numele de Mironosițele, a fost publicat în Cartea Satului de către Victor Ion Popa (pentru a avea o largă distribuție) și a fost prezentat de către copiii din satele din părțile Sibiului, decenii de-a rândul. Celălalt, numit Versul Nașterii, a fost realizat în 5 variante între 1838 și 1841. Textele  dramatizează două episoade ale istoriei biblice, anume nașterea (Versul Nașterii) și învierea lui Hristos (Mironosițele). În ceea ce privește textele respective, este de remarcat aportul său de adaptare în stil autohton a unor modele teatrale liturgice catolice, de care a dispus într-un mediu geografic aflat în proximitatea unor comunități de maghiari sau de sași.

### Pictorul
Textele sale  cuprind aproximativ 2000 (3000 după altă sursă) de scene și portrete religioase sub forma unor miniaturi lucrate în acuarelă. Culorile folosite au provenit din diverse plante pe care el însuși le-a adunat și apoi le-a transformat în nuanțele care i-au fost necesare.
Premergătoare realizării miniaturilor a fost ornamentarea literelor, cu predilecție a inițialelor din cărțile pe care le-a transcris. Aceasta a asigurat textului atât un anumit nivel estetic, cât și o mai bună posibilitate de înțelegere de către cel care ar fi urmat să-l citească.
Miniaturile sale – influențate atât de pictura murală bisericească, cât și de iconografia creștină, la început au fost într-o oarecare măsură influențate de xilografiile aflate în diferite cărți bisericești vechi. Aceste influențe s-au îmbinat și au fost asimilate într-o viziune personală, cu puternice note de tradiție locală. Picturile monahului Procopie au depășit, din punct de vederea cantitativ și calitativ, tot ce se cunoaștea până în acel moment în spațiul românesc în materie de pictură religioasă primitivă. Lucrările lui se caracterizează printr-un stil românesc popular, echilibrat, simplu și natural și impresionează datorită fineții artistice și tehnicii speciale, ambele susținute buna cunoaștere a compoziției picturii religioase și a iconografiei ortodoxe.

Miniaturi din 1856 („Eclisiiârh”)
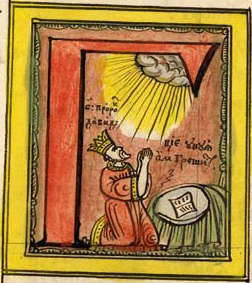
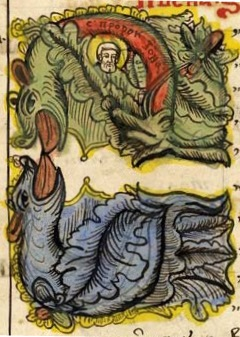
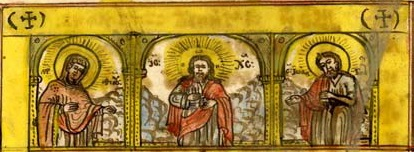
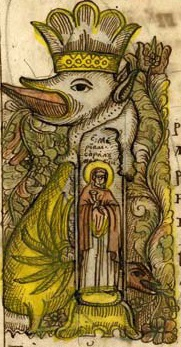
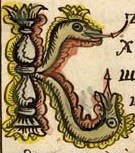

În peisajele sale se găsesc cu predilecție motive aflate în natura în cadrul căreia a trăit (dealuri, coline, câmpii, arbori, etc.). Aceste peisaje ale sale sunt animate de un întreg regn animalier. Canoanele picturii bizantine se umanizează în cromatica și liniile miniaturilor sale policrome, unde se impun o gamă a semitonurilor în care albastrul abia perceptibil se asociază armonios cu verdele pal, olivul și roșul stins. În unele miniaturi se regăsesc efecte plastice de mare impact realizate prin tonuri cromatice (mai ales cele de fond plin). Nuanțele alese sunt pure și nu frapează pentru a deranja privirea: roșul pal, verdele deschis, albastrul abia perceptibil, tonuri de crem și portocaliu, galben stins, ocru-brun. Alăturarea tonurilor clare și luminoase face ca strălucirea culorilor să devină evidentă. Fondul negru sugerează ideea nopții și o gamă de culori deschise și foarte calde redau luminozitatea. Liniile curbe ondulate păstrează vagi reminiscențe ale artei bizantine. În scenele biblice care se petrec în orașe se regăsesc însă influențe baroce.
Chipurile lui Picu ies în evidență atât prin tehnica lor, cât și printr-o imaginație extrem de bogată, printr-un mare dar de compoziție, printr-o armonie deosebită a culorilor, printr-o expresivitate surprinzătoare a fețelor, precum și printr-un aer de familie al persoanelor înfățișate care îți lasă impresia unor vechi și scumpi cunoscuți. Călugărul Procopie a ales deseori în scenele sale ca personajele reprezentate să fie asemănătoare cu păstori din zona în care a trăit, îmbrăcate în straie populare sau având pe cap căciuli specifice Mărginimii Sibiului.

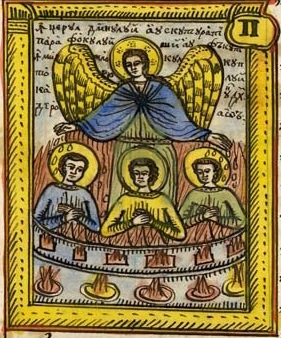
Miniatură (1856, „Eclisiiârh”)

### Teologul
Picu a trăit pentru biserică și pentru idealurile ei, închinându-și viața slujirii Domnului prin cântare, alcătuire de versuri, pictarea de scene sfinte, citire de texte religioase și de factură teologică, precum și prin operele de dragoste față de semenii săi. Exemplarul Bibliei de la Petersburg a fost completat de Pătruț cu 400 de pagini ce au cuprins toate prefețele Bibliilor anterioare, precum și tâlcuiri ale sfinților părinți (alături de 139 de ilustrații).

## In memoriam
În anul 1948 a fost propus pentru canonizare ca sfânt național.
Unele dintre creațiile lui Picu Pătruț se mai păstrează încă în Săliște, sub forma unor obiceiuri locale având ca sursă cele două poeme dramatice ale acestuia: Craii sau Irozii (prezentat de copii în perioada Crăciunului) și obiceiul Mironosițelor (prezentat în bisericile din Săliște și din Mărginimea Sibiului în săptămânile de după Paști). 

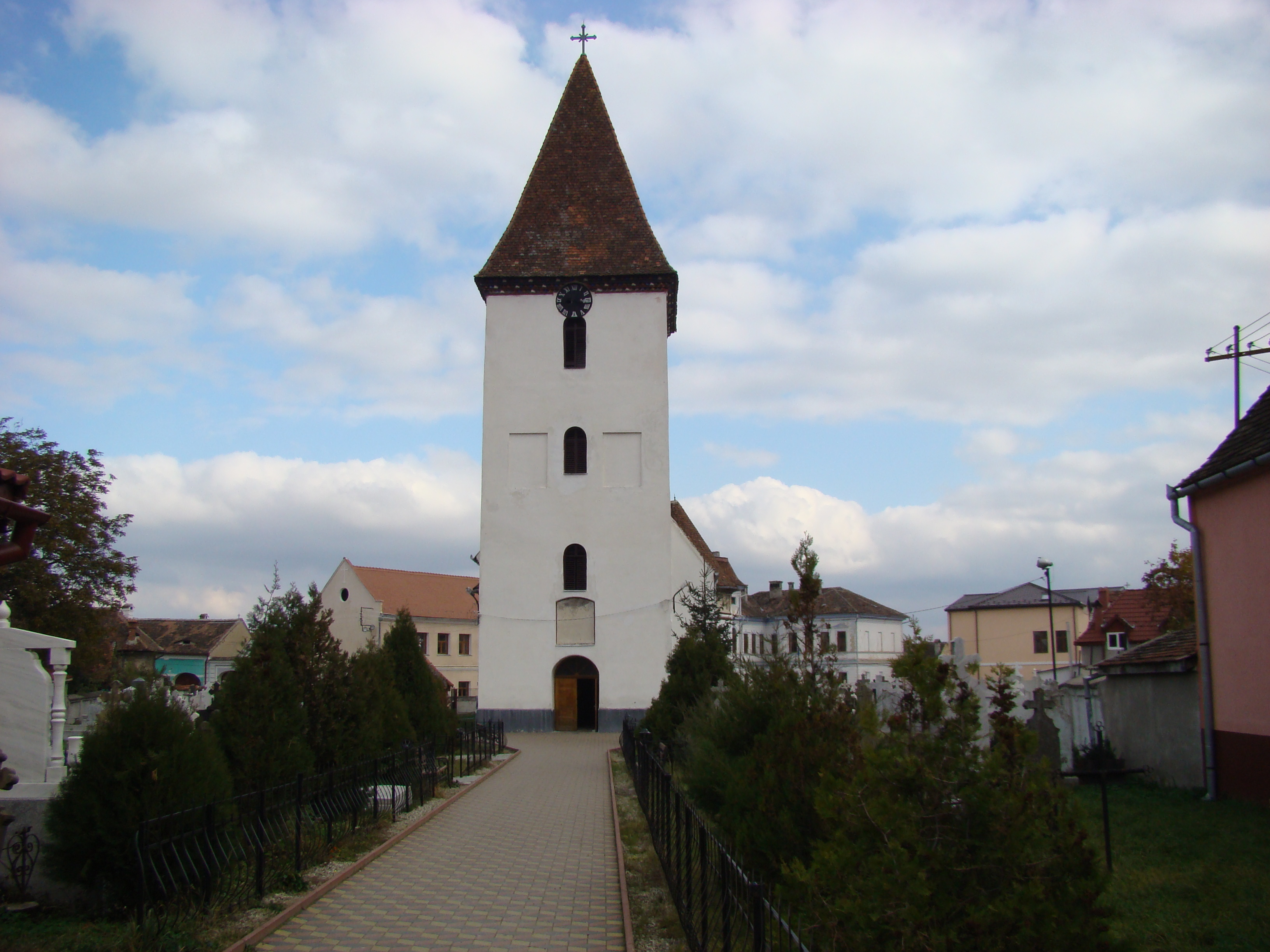
Intrarea în „Biserica Mare” din Săliște

În fiecare an de Florii se cântă Viersul Floriilor (13 strofe pline de învățăminte pentru fiecare om, care descriu intrarea Domnului în Ierusalim și redau într-o manieră personală sentimentele pe care fiecare om ar trebui să le trăiască în fața unei astfel de mari sărbători).
„Astfel, copiii, de la cele mai mici vârste, se strâng în curtea școlii și pornesc, împreună cu preoții, prin sat, cântând Viersul Floriilor. Înainte de a pleca, toți merg pe luncă, de unde iau cât mai multe ramuri de sălcii. Pe drum, lor li se alătură o mulțime de săteni, îndreptându-se, cântând, spre Biserica Mare, biserica la care a fost crâsnic chiar Picu Pătruț. Acolo, participanții lasă câteva crenguțe înmugurite, iar o parte este dusă la fiecare mormânt al familiei, la cimitir.”—Ciocan, Ioana-Tatiana; Picu Pătruț și transpunerea textului sacru în formă miniaturală și poetică
În ultimii ani a fost readus în atenția publicului prin două expoziții organizate sub titlul de „Picu Pătruț, ultimul mare miniaturist al Europei” la Muzeul Național al Țăranului Român din București în anul 2012 și la Muzeul Civilizației Transilvane „ASTRA” din Sibiu în anul 2014.

## Bibliografie

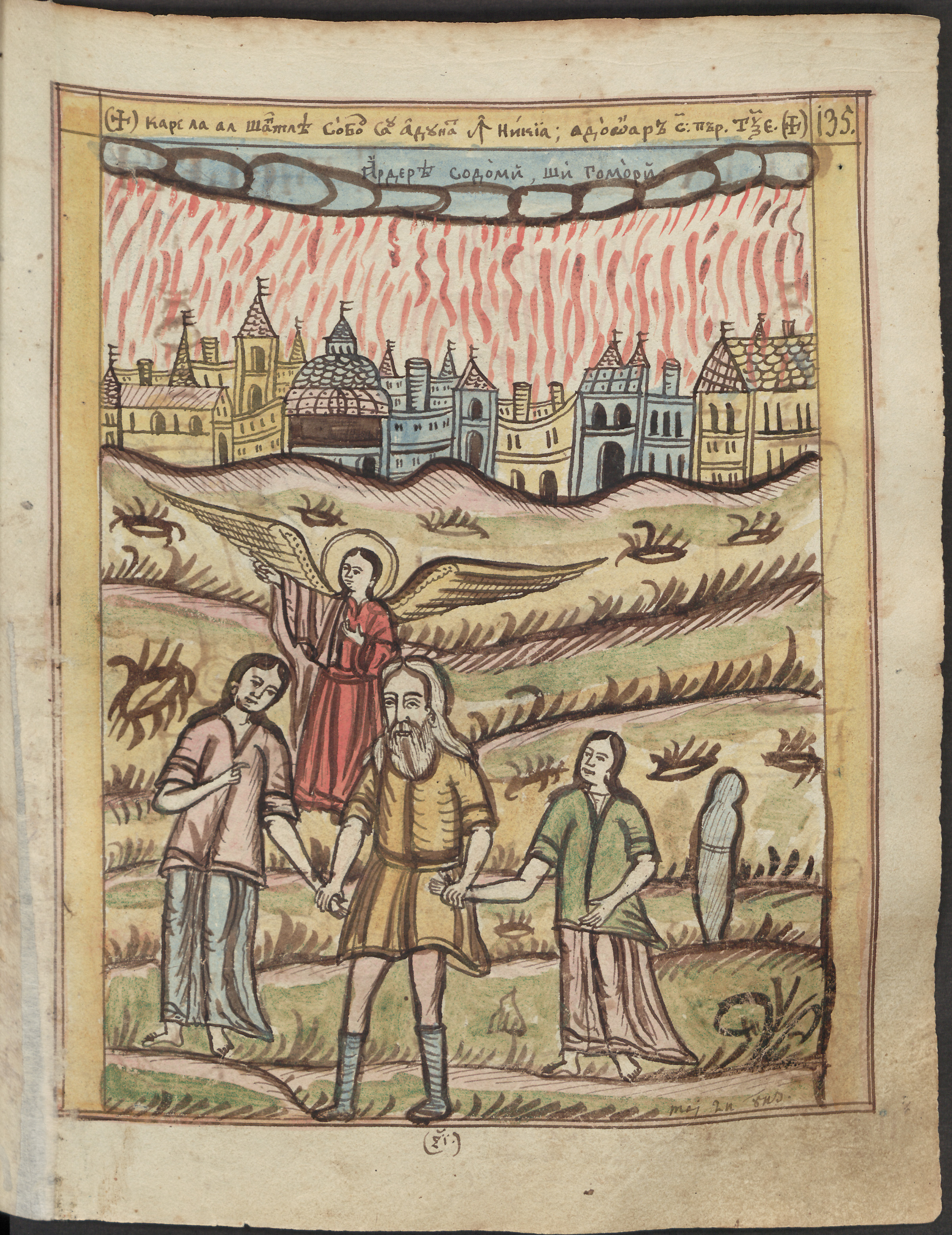
Arderea Sodomii și Gomorii, 1842, Biblia de la Sankt Petersburg